# Kissin' Cousins (album)
Albums de Elvis Presley
Fun in Acapulco
(1964) Roustabout
(1964)
Kissin' Cousins est un album d'Elvis Presley sorti en avril 1964. Il s'agit de la bande originale du film Salut, les cousins, dont Presley tient le premier rôle.

## Titres

### Face 1
1. Kissin' Cousins (Number 2) (Bernie Baum, Bill Giant, Florence Kaye) – 1:16
2. Smokey Mountain Boy (Lenore Rosenblatt, Victor Millrose) – 2:37
3. There's Gold in the Mountains (Bernie Baum, Bill Giant, Florence Kaye) – 1:54
4. One Boy, Two Little Girls (Bernie Baum, Bill Giant, Florence Kaye) – 2:32
5. Catchin' On Fast (Bernie Baum, Bill Giant, Florence Kaye) – 1:21
6. Tender Feeling (Bernie Baum, Bill Giant, Florence Kaye) – 2:33

### Face 2
1. Anyone (Could Fall in Love with You) (Bennie Benjamin, Luchi de Jesus, Sol Marcus) – 2:29
2. Barefoot Ballad (Dolores Fuller, Larry Morris) – 2:26
3. Once Is Enough (Sid Tepper, Roy C. Bennett) – 1:55
4. Kissin' Cousins (Fred Wise, Randy Starr) – 2:14
5. Echoes of Love (Bob Roberts, Paddy McMains) – 2:20
6. (It's a) Long Lonely Highway (Doc Pomus, Mort Shuman) – 2:38

## Musiciens
- Elvis Presley : chant
- Scotty Moore, Grady Martin : guitare électrique
- Jerry Kennedy, Harold Bradley : guitare électrique, banjo
- Boots Randolph, Bill Justis : saxophone
- Cecil Brower : violon
- Floyd Cramer : piano
- Bob Moore : contrebasse
- D. J. Fontana, Buddy Harman : batterie
- The Jordanaires, Millie Kirkham, Dolores Edgin, Winnifred Brest : chœurs